# Ali Samari
Ali Samari (in persiano علی ثمری‎; Teheran, 7 gennaio 1993) è un pesista iraniano.
Primo vincitore di una medaglia d'oro nel getto del peso per l'Iran ai Campionati asiatici, conquistata in India nel 2017.

## Palmarès
| Anno | Manifestazione                    | Sede        | Evento         | Risultato | Prestazione | Note |
| ---- | --------------------------------- | ----------- | -------------- | --------- | ----------- | ---- |
| 2016 | Campionati asiatici indoor        | Doha        | Getto del peso | 4º        | 17,82 m     |      |
| 2017 | Giochi della solidarietà islamica | Baku        | Getto del peso | 4º        | 18,54 m     |      |
| 2017 | Campionati asiatici               | Bhubaneswar | Getto del peso | Oro       | 19,80 m     |      |
| 2017 | Giochi asiatici indoor            | Aşgabat     | Getto del peso | 9º        | 17,26 m     |      |
| 2018 | Campionati asiatici indoor        | Teheran     | Getto del peso | Oro       | 19,42 m     |      |
| 2018 | Giochi asiatici                   | Giacarta    | Getto del peso | 7º        | 18,21 m     |      |